# Suite Love
Suite Love è l'ottavo album discografico di studio del cantautore italiano Marco Parente, pubblicato il 25
marzo 2013.

## Tracce
1. Sentimento oggetto I
2. Sentimento oggetto II
3. Sentimento oggetto III
4. Sentimento oggetto IV